# Кривко, Михаил Максимович
Михаил Максимович Кривко (13 января 1903, Сладкая Балка, Ростовская область — 9 июля 1972, Сальский район, Ростовская область) — советский сельскохозяйственный деятель, Герой Социалистического Труда (1948).

## Биография
Родился 13 января 1903 года на хуторе Кривки (ныне — Сладкая Балка Целинского района Ростовской области). Окончил три класса школы.
В годы Гражданской войны его отец и два брата были расстреляны во время продразвёрстки, сам же Михаил сумел бежать. Работал на различных стройках. С 1933 года работал полеводом Манычского военного конезавода в станице Пролетарская.
С 1939 года работал полеводом на конезаводе имени Будённого. В годы Великой Отечественной войны занимался эвакуацией племенного скота. В феврале 1943 года вернулся к работе, был назначен управляющим отделением № 6. В 1947 году окончил курсы повышения квалификации. Добился значительных успехов в увеличении эффективности производства, на площади в 41,4 гектара получив урожай пшеницы по 30,6 центнера с каждого гектара.
Указом Президиума Верховного Совета СССР от 29 октября 1948 года Михаил Кривко был удостоен высокого звания Героя Социалистического Труда с вручением ордена Ленина и медали «Серп и Молот».
Позднее был управляющим другого отделения конезавода в совхозе «Южный» Сальского района, затем бригадиром огорода.
Умер 9 июля 1972 года, похоронен на кладбище посёлка Конезавод имени Будённого.
Был награждён двумя орденами Ленина и рядом медалей.